# Alessandro Orlando
Alessandro Orlando (Udine, 1º giugno 1970) è un allenatore di calcio ed ex calciatore italiano, di ruolo difensore, tecnico della squadra under 17 del Donatello.
Ha collezionato un palmarès di tutto rispetto (una UEFA Champions League, due scudetti, due Coppe Italia e due Supercoppe di Lega) con diverse formazioni, anche se essenzialmente come rincalzo; è uno dei 6 calciatori (gli altri sono Giovanni Ferrari, Riccardo Toros, Eraldo Mancin, Roberto Baggio e Andrea Pirlo) ad avere vinto due scudetti consecutivi con due squadre diverse. Ha complessivamente collezionato in carriera 102 presenze e una rete in Serie A, e 104 presenze e 5 reti in Serie B.

## Caratteristiche tecniche

### Giocatore
Terzino sinistro dotato di un forte tiro, eccelleva nei lanci lunghi per i compagni del reparto avanzato: non brillava però nella fase difensiva, risultando carente nell'uno contro uno. Mostrò inoltre buone capacità nei calci piazzati.

## Carriera

### Giocatore

#### Club

##### Udinese, Parma e Sampdoria

Orlando in azione alla Sampdoria nel 1991

Cresciuto nelle giovanili dell'Udinese, comparì tre volte in prima squadra nelle stagioni tra il 1987 e il 1989. Venne in seguito ceduto in prestito al Parma, con cui marcò 13 presenze e una rete, ottenendo la promozione in Serie A nella stagione 1989-1990. Al termine del prestito tornò in Friuli, dove nella stagione successiva disputò il campionato cadetto giocando 30 partite senza mettere a segno alcuna rete.
Impostosi all'attenzione dei club di massima serie, nell'estate del 1991 passò alla Sampdoria campione d'Italia per 5,8 miliardi di lire. Esordì quindi in Serie A con la maglia dei liguri il 1º settembre 1991, in Cagliari-Sampdoria (3-2).
In blucerchiato tuttavia, pur facendo emergere buone doti di dinamismo, non riuscì a imporsi come titolare, e dopo 14 presenze e una rete in campionato (siglata nel successo interno contro il Parma del 1º marzo 1992) e 5 presenze in Coppa dei Campioni, fece ritorno all'Udinese neopromossa in Serie A.
In questa stagione in massima serie giocò 29 incontri con i bianconeri, segnando il suo unico gol direttamente dalla bandierina del calcio d'angolo nello spareggio salvezza contro il Brescia, disputato il 12 giugno 1993 e vinto dai friulani per 3-1.

##### Milan, Juventus e Fiorentina
Nel 1993 fu ingaggiato dal Milan per 3,2 miliardi di lire. In rossonero giocò 15 spezzoni di partita in campionato, 6 in Champions League (con una rete nella vittoria esterna 6-0 contro il Copenaghen) e 4 in Coppa Italia, nella formazione che dominò la stagione aggiudicandosi lo scudetto, la Champions League e la Supercoppa italiana.
Con i rossoneri iniziò pure la stagione successiva, ma nella sessione autunnale del calciomercato venne ceduto ai rivali della Juventus in uno scambio con Paolo Di Canio.

Da sinistra: Orlando, Baggio e Peruzzi festeggiano il successo della Juventus nella Coppa Italia 1994-1995.

A Torino le presenze in campionato furono 13, in quanto riserva di Robert Jarni, ma permisero a Orlando di aggiudicarsi il secondo scudetto consecutivo, oltre alla Coppa Italia (dove giocò 5 gare); ciò però non gli valse la conferma per la stagione successiva. Venne infatti ceduto alla Fiorentina, dove giocò ancora meno delle stagioni precedenti: disputò infatti 7 incontri in campionato, e una gara in Coppa Italia, che fu alla fine vinta dai toscani aggiungendo un nuovo trofeo al palmarès del terzino.

##### Ritorno a Udine, ultimi anni
Nel 1996-1997 fece quindi nuovamente ritorno a Udine, dove disputò una discreta stagione (22 presenze e quinto posto finale per i friulani), mentre nell'annata successiva (dopo aver giocato altre 2 gare con l'Udinese) venne ceduto in autunno al Treviso, neopromosso tra i cadetti. Con i trevigiani rimase per due stagioni nella seconda serie, segnando cinque reti in 50 gare di campionato. Nell'estate del 2000 passò al Cagliari, dove però scese in campo in sole 8 occasioni nell'unica sua stagione in Sardegna, prima di passare al Padova, in Serie C1.
Con i veneti giocò due stagioni, marcando 42 presenze senza siglare alcuna rete, prima di passare al Pordenone e poi al Cologna Veneta. Nel 2004 venne invece tesserato dal Tamai, militante in Serie D, dove rimase per tre stagioni, prima di disputare una stagione alla Manzanese, nel 2007-2008.

#### Nazionale

Da sinistra: Orlando, Matrecano, Sordo, Antonioli, Luzardi e Melli in ritiro con la nazionale olimpica nelle settimane precedenti il torneo di.

Mai convocato nella nazionale maggiore, ha totalizzato una presenza nella nazionale under 21, il 29 gennaio 1992 nella gara esterna contro i pari età della Grecia. Ha fatto parte della rosa che ha disputato i Giochi di Barcellona 1992, senza però scendere in campo: ha disputato solo un incontro preolimpico amichevole contro l'Egitto.

### Allenatore
Dal 2008 ricopre il ruolo di allenatore-giocatore del Flumignano, squadra militante nel campionato di Promozione del Friuli-Venezia Giulia; nel giugno del 2013, al termine della sua quinta stagione a Talmassons, lascia il club. Dal 2014 al 2016 allena la società friulana del Sevegliano, militante in Promozione, scendendo più volte in campo. Nella stagione 2016-2017 allena la società friulana della Sangiorgina, in Prima Categoria; l'esperienza, a causa del terz'ultimo posto finale e annessa sconfitta nei play-out, si conclude con l'esonero. Dopo una stagione d'inattività, dal 2018 siede per due stagioni sulla panchina dell'Ol3 di Faedis, militante in Promozione. Dal 2020 è l'allenatore della squadra under 17 della società giovanile Donatello di Udine.

## Palmarès

### Giocatore

#### Club

##### Competizioni nazionali
- Supercoppa italiana: 3

Sampdoria: 1991
Milan: 1993, 1994
- Campionato italiano: 2

Milan: 1993-1994
Juventus: 1994-1995
- Coppa Italia: 2

Juventus: 1994-1995
Fiorentina: 1995-1996

##### Competizioni internazionali
- UEFA Champions League: 1

Milan: 1993-1994